# M/F Egeskov
M/F Egeskov var en dansk færge, der senest sejlede på overfarten Svendborg-Skarø-Drejø, under navnet M/F Ærø, indtil 1996. 
Færgen blev bygget i 1937 og blev indsat på ruten Rudkøbing-Strynø-Marstal. Her sejlede den indtil 1965, hvor den i et år kun sejlede mellem Rudkøbing og Strynø. I 1967 sejlede den i et par måneder på overfarten Rømø-Sild og blev i 1968 indsat på overfarten Endelave-Snaptun-Horsens under navnet M/F Ravnsborg. I 1983 kom færgen tilbage til Ærø og sejlede ruten Søby-Mommark; først under navnet M/F Øen og i 1993 under navnet Øen II. Fra 1994 til 1997 sejlede færgen på ruten fra Svendborg til Drejø under navnet Ærø. Derefter blev den solgt til Husbåd, og den fik sit gamle navn tilbage. I 1999 blev den registreret som bevaringsværdigt. Færgen ejes i dag privat og ligger i Marstal.